# Lysogener Zyklus

Schematischer Ablauf des lysogenen Zyklus:1) Wirtsgenom
2) Adsorption des Phagen
3) Injektion des Genoms
4) Integration, Prophage entsteht
5) Replikation des Wirtsgenoms
6) Zellteilung

Als lysogener Zyklus wird eine Vermehrungsform von Viren, insbesondere von Phagen, bezeichnet, bei der die DNA vorübergehend ins Genom des Wirts integriert und die Wirtszelle  nicht lysiert wird. Der lysogene Zyklus beschreibt die Erregerpersistenz bei Viren.

## Ablauf
- Wirtszellen-Kontakt mit einem Virus (Adsorption)
- „Injektion“ des Phagengenoms bzw. Freilegung (engl. uncoating oder release) der viralen Nukleinsäure (DNA oder RNA)
- Integration des Virusgenoms in das Wirtsgenom oder ohne Integration als Episom oder cccDNA vorliegend. Bei Retroviren erfolgt erst eine Transkription der RNA in DNA, dann die DNA-Integration.
- ruht als Prophage bzw. Provirus, Episom oder cccDNA
- gegebenenfalls Replikation zusammen mit Wirtsgenom
- bei Induktion durch bestimmte Umweltfaktoren tritt das Virus in den lytischen Zyklus ein

## Lysogener Zyklus bei Phagen
Neben den virulenten Phagen treten auch solche auf, die als temperent, also „gemäßigt“, bezeichnet  werden. Diese Bezeichnung rührt daher, dass diese Phagen ihre Wirtszellen zwar infizieren, aber nicht unbedingt lysieren. Eine Lyse kann, muss jedoch nicht auftreten. Einen derartigen nicht-lytischen Infektionszyklus nennt man lysogen.
Der lysogene Zyklus verläuft im Prinzip zunächst analog zum lytischen Infektionszyklus, was Adsorption und Injektion angeht. Nach der Injektion tritt jedoch weder eine Eklipse auf, noch wird der Metabolismus der Wirtszelle auf die Phagenreproduktion umgestellt, sondern die Phagen-DNA lagert sich an das ringförmige Genom der Wirtszelle an und wird in dieses integriert.

### Lysogener Zyklus beim Phagen Lambda

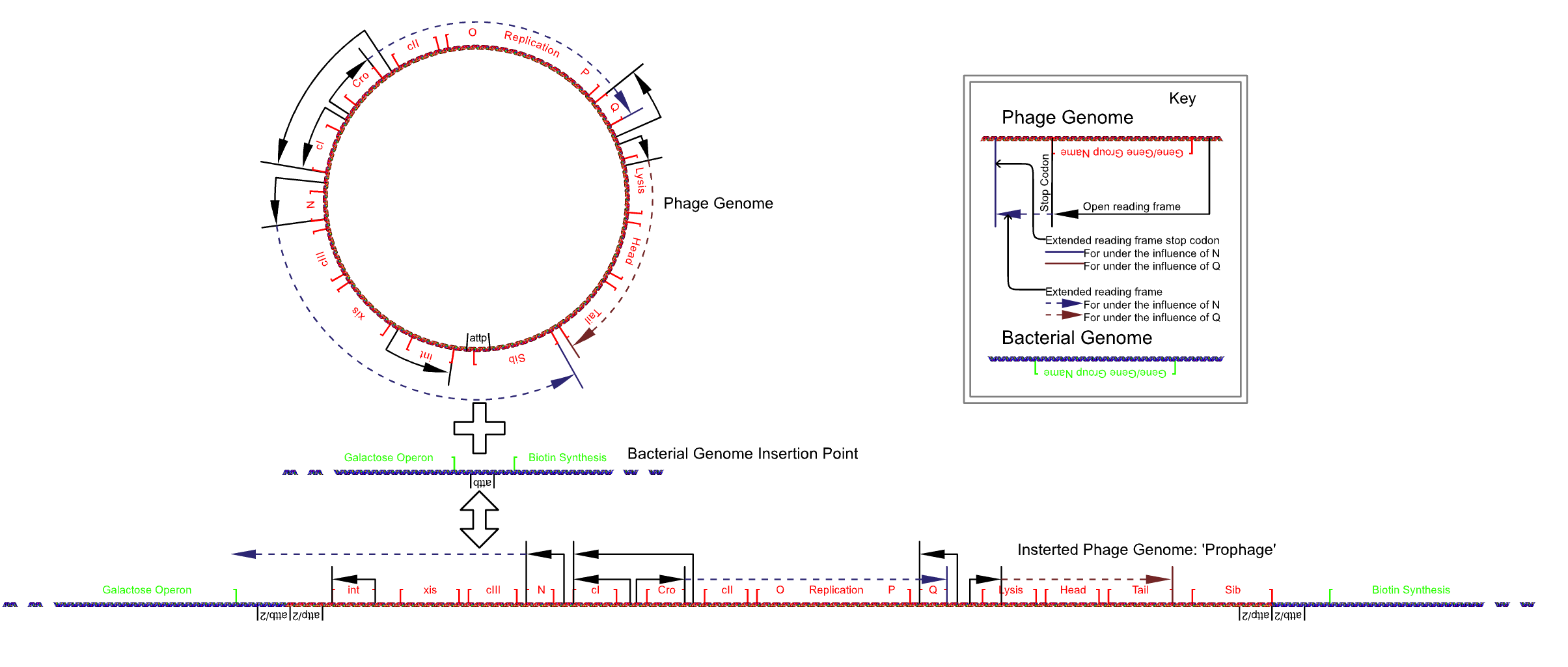
Integration des Lambda-Phagen-Genoms ins Wirtsgenom.

Beim E. coli-Phagen Lambda erfolgt diese Integration an einer definierten Stelle nahe dem gal-Operon und ist ein Rekombinationsvorgang. Hierbei werden mittels verschiedener Enzyme Wirts- und Phagen-DNA unter Bildung kohäsiver Enden geschnitten und anschließend neu verknüpft. Das Phagengenom wird nach Abschluss dieser Einlagerung nach André Lwoff Prophage genannt. Ein solcher Prophage kann auf unbestimmte Zeit im Erbgut der Wirtszelle integriert bleiben und bei jeder Zellteilung des Wirtes an dessen Tochterzellen weitergegeben werden – unter Umständen wird er dauerhaft in das Erbmaterial des Wirtes integriert und stellt damit eine Sonderform der Mutation dar.

### Übergang vom lysogenen zum lytischen Zyklus
Eine Bakterienpopulation, die Prophagen enthält, wird als lysogen, d. h. ein lytisches Prinzip erzeugend, bezeichnet. Eine solche Kultur ist allerdings durchaus in der Lage, Phagen zu bilden, zum Beispiel nach einer (geringfügigen, da UV-Strahlung eines der wenigen Mittel ist, um Viren nachhaltig zu schädigen) UV-Bestrahlung oder Zugabe von mutagenen Substanzen. Hierbei kommt es zu einer so genannten Induktion, das heißt, der Prophage wird aus dem bakteriellen Genom ausgegliedert und es kommt zu einer vegetativen Vermehrung und Bildung reifer Phagen mit anschließender Lyse wie bei einem lytischen Infektionszyklus. Einige Viren wie das HI-Virus bleiben mehrere Jahre bis Jahrzehnte im lysogenen Zyklus, um dann in einen lytischen Zyklus überzugehen.